# 학동 (서울)
학동은 서울특별시 강남구에 존재했던 행정구역으로 후일의 강남구 논현동의 동부 지방, 논현2동에 속한다. 조선시대에는 경기도 광주군 언주면 학리였었다가 서울특별시로 편입되면서 서울시 성동구 학동이 되었다. 서울 지하철 7호선 학동역과 학동공원으로 옛 지명이 남아 있다.
조선시대에는 언주면 학리였다. 1963년 1월 1일 서울특별시 행정구역 확장에 따라 서울특별시로 편입되면서 서울특별시 성동구 학동이 되고, 성동구 언주출장소 사평동사무소 관할이 되었다. 1970년 사평동사무소가 신사동사무소로 명칭이 변경되었고, 1973년 영동출장소 관할이 되었다가 1975년 10월 1일 강남구가 신설되면서 강남구 관할이 되었다. 1977년 신사동에서 논현동으로 분동되었으며, 1980년 논현동에서 학동이 분동되었다. 
1982년 4월 10일 학동이 논현동으로 편입되어 법정동은 사라지고 행정동만 남게 되었다. 1985년 법정동으로서의 학동은 완전히 폐지되고 행정동 명칭만 유지되고 논현동사무소 관할이 되었다. 1992년 명칭을 논현2동으로 바뀌었다. 법정동 학동은 1985년 9월 1일 논현동에 합병되면서 폐지되었고, 행정동 학동은 논현동의 행정동으로 존재하다가 1992년 10월 1일에 논현2동으로 개칭되어 사라졌다.